# NGC 7180
NGC 7180 é uma galáxia lenticular (S0) localizada na direcção da constelação de Aquarius. Possui uma declinação de -20° 32' 52" e uma ascensão recta de 22 horas, 02 minutos e 18,5 segundos.
A galáxia NGC 7180 foi descoberta em 11 de Setembro de 1787 por William Herschel.